# Dobrava, Ormož
Dobrava je naselje v Občini Ormož.